# بوب دول
روبرت جوزيف «بوب» دول (22 يوليو 1923 - 5 ديسمبر 2021)، هو سياسي أمريكي ومحامي، كان يُمثل ولاية كانساس في مجلس الشيوخ في الفترة 1969-1996 وكان عضوًا في مجلس النواب في الفترة 1961-1969. وكان الزعيم الجمهوري في مجلس الشيوخ الأمريكي خلال السنوات الإحدى عشرة الأخيرة من ولايته، بما في ذلك ثلاثة سنوات غير متتالية زعيمًا للأغلبية في مجلس الشيوخ. كان دول أيضًا المرشح الجمهوري للرئاسة في انتخابات عام 1996 والمرشح لنائب الرئيس في انتخابات عام 1976.
ولد دول في روسيل، كانساس، وأسس لنفسه مهنة قانونية في روسيل بعد أن خدم بامتياز في جيش الولايات المتحدة خلال الحرب العالمية الثانية. بعد فترة قضاها مدعيًا لمقاطعة روسل، فاز في انتخابات مجلس النواب في عام 1960. وفي عام 1968، انتُخب دول لعضوية مجلس الشيوخ، حيث شغل منصب رئيس اللجنة الوطنية الجمهورية من عام 1971 إلى عام 1973 ورئيسًا للجنة المالية بمجلس الشيوخ من 1981 إلى 1985. قاد الجمهوريين في مجلس الشيوخ من 1985 حتى استقالته في 1996، وشغل منصب زعيم الأغلبية في مجلس الشيوخ من 1985 إلى 1987 ومن 1995 إلى 1996. أسهم في فترة زعامته للجمهوريين في مجلس الشيوخ بهزيمة خطة الرعاية الصحية للرئيس بيل كلينتون.
اختاره الرئيس جيرالد فورد لمنصب نائب الرئيس في انتخابات عام 1976 بعد انسحاب نائب الرئيس نيلسون روكفلر من السعي للحصول على فترة ولاية كاملة. هزم المرشحُ الديمقراطي جيمي كارتر الرئيسَ جيرالد فورد وبوب دول في الانتخابات العامة. سعى دول للحصول على ترشيح الحزب الجمهوري للرئاسة في عام 1980 لكنه سرعان ما انسحب من السباق. حقق المزيد من النجاح في الانتخابات التمهيدية للحزب الجمهوري عام 1988، لكن هزمه نائب الرئيس جورج بوش الأب. فاز دول بترشيح الحزب الجمهوري في عام 1996 واختار جاك كمب نائبًا له. خسرت بطاقة الحزب الجمهوري في الانتخابات العامة أمام بيل كلينتون، مما جعل دول أول مرشح حزب رئيسي يفشل في الفوز بكل من منصب الرئيس ونائب الرئيس. استقال من مجلس الشيوخ خلال حملة عام 1996 ولم يسع إلى منصب عام مرة أخرى بعد الانتخابات.
على الرغم من تقاعده من المناصب العامة، إلا أن دول ظل نشطًا في الحياة العامة منذ عام 1996. ظهر في العديد من الإعلانات التجارية والبرامج التلفزيونية وعمل في مجالس مختلفة. في عام 2012، دعا دول دون جدوى إلى تصديق مجلس الشيوخ على اتفاقية حقوق الأشخاص ذوي الإعاقة. دعم في البداية جيب بوش في الانتخابات التمهيدية للحزب الجمهوري لعام 2016، لكنه أصبح فيما بعد المرشح الجمهوري السابق الوحيد للرئاسة الذي يؤيد دونالد ترامب، بعد أن حسم ترامب ترشيح الحزب الجمهوري. وأخيراً أصبح دول عضواً في المجلس الاستشاري لمؤسسة ضحايا الشيوعية التذكارية ومستشار خاص في مكتب المحاماة Alston & Bird في واشنطن العاصمة. في 17 يناير 2018، حصل دول على ميدالية الكونغرس الذهبية. وهو متزوج من السناتور الأمريكي السابق إليزابيث دول من ولاية كارولينا الشمالية.
لا علاقة لبوب دول بشركة دول فود أو جيمس دول التي تحمل الاسم نفسه، على الرغم من أن الخلط بين الاثنين أدى إلى قيام رئيس بلدية إزمير التركية، برهان الدين أوزفاتورا، بحظر بيع موز دول في المدينة في فبراير 1995.

## الوفاة
توفي بوب دول في 5 ديسمبر 2021 عن عمر ناهز الثامنة والتسعين.

## روابط خارجية
- بوب دول على موقع IMDb (الإنجليزية)
- بوب دول على موقع الموسوعة البريطانية (الإنجليزية)
- بوب دول على موقع مونزينجر (الألمانية)
- بوب دول على موقع ميوزك برينز (الإنجليزية)
- بوب دول على موقع إن إن دي بي (الإنجليزية)
- بوب دول على موقع قاعدة بيانات الفيلم (الإنجليزية)
- دول روبرت جوزيف، (1923 – )
- الموقع الرسمي بوب دول